# Vitesse in het seizoen 1939/40
| Noodcompetitie N Oost |     |
| --------------------- | --- |
| Wedstrijden           | 18  |
| Gewonnen              | 8   |
| Gelijk                | 3   |
| Verloren              | 7   |
| Thuis                 | 9   |
| Uit                   | 9   |
| Doelsaldo             | +22 |
| voor                  | 62  |
| tegen                 | 40  |
| ‘De Nul’              | 2   |

Vitesse speelde in het seizoen 1939/1940 competitiewedstrijden in de Noodcompetitie N Oost. Er was dit seizoen geen bekertoernooi.

## Samenvatting
De Vitesse-selectie stond in het seizoen 1939/'40 onder leiding van trainers Gerrit Horsten en Ben Tap.
Op 28 augustus 1939 werd in Nederland de mobilisatie afgekondigd waardoor er geen normaal competitieprogramma kon worden gespeeld in het seizoen 1939/'40. Er werd wel een noodcompetitie opgezet waarbij alleen tegen lokale clubs werd gespeeld van verschillend niveau. Door het uitbreken van de Tweede Wereldoorlog werden de laatste twee speelronden uitgesteld en uiteindelijk pas tijdens de bezetting gespeeld. Door de mobilisatie speelde Vitesse met een sterk wisselende samenstelling van het elftal; de ploeg werd vijfde in de Noodcompetitie N Oost met 19 punten.

## Selectie en statistieken
Legenda
| - W Wedstrijden - Doelpunten | - B Basisplaatsen - In Wissels In - Uit Wissels Uit |

| Nat.               | Spelersnaam            | Noodcompetitie N Oost | Noodcompetitie N Oost | Noodcompetitie N Oost | Noodcompetitie N Oost | Noodcompetitie N Oost |
| Nat.               | Spelersnaam            | W                     |                       | B                     | In                    | Uit                   |
| ------------------ | ---------------------- | --------------------- | --------------------- | --------------------- | --------------------- | --------------------- |
| Vlag van Nederland | Leo van Asselt         | 2                     | 0                     | 2                     | 0                     | 0                     |
| Vlag van Nederland | Jan Boslooper          | 1                     | 0                     | 1                     | 0                     | 0                     |
| Vlag van Nederland | Joop Damsté            | 1                     | 0                     | 1                     | 0                     | 0                     |
| Vlag van Nederland | Jan Dommering          | 15                    | 17                    | 15                    | 0                     | 0                     |
| Vlag van Nederland | Henk Haselhorst        | 2                     | 0                     | 2                     | 0                     | 0                     |
| Vlag van Nederland | Henk Hoolboom          | 6                     | 0                     | 6                     | 0                     | 0                     |
| Vlag van Nederland | Jan Hummeling          | 7                     | 3                     | 5                     | 2                     | 0                     |
| Vlag van Nederland | Joes Hummels           | 10                    | 0                     | 10                    | 0                     | 0                     |
| Vlag van Nederland | John Iking             | 4                     | 0                     | 4                     | 0                     | 0                     |
| Vlag van Nederland | Gerard Jansen          | 13                    | 6                     | 13                    | 0                     | 0                     |
| Vlag van Nederland | Hein Jansen            | 14                    | 10                    | 14                    | 0                     | 0                     |
| Vlag van Nederland | John Kamerbeek         | 17                    | 0                     | 17                    | 0                     | 1                     |
| Vlag van Nederland | Bertus de Kat Angelino | 4                     | 2                     | 4                     | 0                     | 0                     |
| Vlag van Nederland | Wim Kroeger            | 13                    | 0                     | 13                    | 0                     | 0                     |
| Vlag van Nederland | Wim Kroeze             | 1                     | 0                     | 1                     | 0                     | 0                     |
| Vlag van Nederland | Ap Kuiperij            | 1                     | 0                     | 1                     | 0                     | 0                     |
| Vlag van Nederland | Kees Meeuwsen          | 18                    | 3                     | 18                    | 0                     | 0                     |
| Vlag van Nederland | Marten Pannekoek       | 2                     | 1                     | 2                     | 0                     | 0                     |
| Vlag van Nederland | Jan Reyers             | 13                    | 0                     | 13                    | 0                     | 0                     |
| Vlag van Nederland | Johan Ricken           | 17                    | 3                     | 17                    | 0                     | 0                     |
| Vlag van Nederland | Eddy Roebers           | 14                    | 8                     | 14                    | 0                     | 1                     |
| Vlag van Nederland | Adri Schlüter          | 5                     | 0                     | 5                     | 0                     | 1                     |
| Vlag van Nederland | Joop Snelders          | 1                     | 0                     | 0                     | 1                     | 0                     |
| Vlag van Nederland | Jan de Sonnaville      | 3                     | 0                     | 3                     | 0                     | 0                     |
| Vlag van Nederland | Cor Weidema            | 1                     | 0                     | 1                     | 0                     | 0                     |
| Vlag van Nederland | Nico Westdijk          | 16                    | 9                     | 16                    | 0                     | 0                     |
| Totaal             | Totaal                 | 18                    | 62                    | 198                   | 3                     | 3                     |
| Nat.               | Spelersnaam            | W                     |                       | B                     | In                    | Uit                   |
| Nat.               | Spelersnaam            | Noodcompetitie N Oost |                       |                       |                       |                       |

### Topscorers
| Noodcompetitie N Oost: \| Nr. \| Naam \| \| \| ------ \| ---------------------- \| -- \| \| 1 \| Jan Dommering \| 17 \| \| 2 \| Hein Jansen \| 10 \| \| 3 \| Nico Westdijk \| 9 \| \| 4 \| Eddy Roebers \| 8 \| \| 5 \| Gerard Jansen \| 6 \| \| 6 \| Jan Hummeling \| 3 \| \| 6 \| Kees Meeuwsen \| 3 \| \| 6 \| Johan Ricken \| 3 \| \| 9 \| Bertus de Kat Angelino \| 2 \| \| 10 \| Marten Pannekoek \| 1 \| \| Totaal \| Totaal \| 62 \| |                        |              |
| Nr. | Naam                   | Doelpunt(en) |
| 1 | Jan Dommering          | 17           |
| 2 | Hein Jansen            | 10           |
| 3 | Nico Westdijk          | 9            |
| 4 | Eddy Roebers           | 8            |
| 5 | Gerard Jansen          | 6            |
| 6 | Jan Hummeling          | 3            |
| 6 | Kees Meeuwsen          | 3            |
| 6 | Johan Ricken           | 3            |
| 9 | Bertus de Kat Angelino | 2            |
| 10 | Marten Pannekoek       | 1            |
| Totaal | Totaal                 | 62           |

## Wedstrijden
Bron: Vitesse Statistieken
| Legenda    |
| ---------- |
| Winst      |
| Gelijkspel |
| Verlies    |

### Noodcompetitie N Oost
| Datum            | Thuis            | Uitslag   | Uit              | Doelpuntenmakers Vitesse                                                           | Bijzonderheden |
| ---------------- | ---------------- | --------- | ---------------- | ---------------------------------------------------------------------------------- | -------------- |
| 1 oktober 1939   | OAB              | 2–5 (1–3) | Vitesse          | Dommering (3x; 0–1, 0–2, 1–4), Westdijk (1–3), G. Jansen (2–5)                     |                |
| 8 oktober 1939   | Vitesse          | 5–0 (1–0) | SCH              | Westdijk (3x; 3–0, 4–0, 5–0), Dommering (1–0), Pannekoek (2–0)                     |                |
| 15 oktober 1939  | Eendracht Arnhem | 1–5 (1–3) | Vitesse          | H. Jansen (3x; 0–1, 1–2, 1–4), Ricken (1–3), Dommering (1–5)                       |                |
| 22 oktober 1939  | Vitesse          | 1–2 (0–2) | VV Rheden        | Dommering (1–2)                                                                    |                |
| 29 oktober 1939  | ESCA             | 7–5 (2–2) | Vitesse          | Roebers (3x; 1–1, 1–2, 6–4), G. Jansen (4–3), Meeuwsen (6–5)                       |                |
| 5 november 1939  | Arnhemse Boys    | 1–0 (0–0) | Vitesse          | (–)                                                                                |                |
| 12 november 1939 | Vitesse          | 4–4 (2–3) | SML-Spatram      | Roebers (1–0), H. Jansen (2–2), Meeuwsen (3–4), Westdijk (4–4)                     |                |
| 3 december 1939  | F.A.L.T.O.       | 3–6 (0–3) | Vitesse          | G. Jansen (2x; 0–1, 2–4), Dommering (2x; 0–3, 2–5), H. Jansen (0–2), Roebers (2–6) |                |
| 17 december 1939 | Vitesse          | 4–3 (2–2) | Gelria           | H. Jansen (2x; 2–1, 4–2), Roebers (1–1), G. Jansen (3–2)                           |                |
| 3 maart 1940     | Vitesse          | 6–1 (3–0) | OAB              | Dommering (2x; 1–0, 6–1), Westdijk (2x; 3–0, 4–0), H. Jansen (2–0), Roebers (5–0)  |                |
| 17 maart 1940    | Vitesse          | 8–0 (2–0) | F.A.L.T.O.       | Dommering (5x; 1–0, 3–0, 5–0, 6–0, 8–0), Ricken (2x; 2–0, 4–0), Roebers (7–0)      |                |
| 25 maart 1940    | SCH              | 2–1 (0–0) | Vitesse          | G. Jansen (1–1)                                                                    |                |
| 31 maart 1940    | Vitesse          | 2–2 (1–1) | Eendracht Arnhem | Dommering (1–0), Hummeling (2–1)                                                   |                |
| 7 april 1940     | VV Rheden        | 3–1 (1–1) | Vitesse          | Dommering (1–1)                                                                    |                |
| 14 april 1940    | Vitesse          | 2–2 (2–1) | ESCA             | H. Jansen (1–0), Meeuwsen (2–0)                                                    |                |
| 5 mei 1940       | SML-Spatram      | 1–3 (0–2) | Vitesse          | Westdijk (0–1), De Kat Angelino (0–2), H. Jansen (1–3)                             |                |
| 23 juni 1940     | Vitesse          | 1–2 (0–2) | Arnhemse Boys    | Hummeling (1–2)                                                                    |                |
| 30 juni 1940     | Gelria           | 4–3 (0–2) | Vitesse          | Westdijk (0–1), De Kat Angelino (0–2), Hummeling (3–3)                             |                |

### Oefenwedstrijden
| Datum             | Thuis      | Uitslag   | Uit            | Doelpuntenmakers Vitesse                                    | Bijzonderheden                                          |
| ----------------- | ---------- | --------- | -------------- | ----------------------------------------------------------- | ------------------------------------------------------- |
| 5 augustus 1939   | Quick 1888 | 7–3 (2–1) | Vitesse        | De Jong (0–1), Hummeling (3–2), Budel (4–3)                 |                                                         |
| 19 augustus 1939  | Vitesse    | 2–5 (0–4) | Quick 1888     | Meeuwsen (1–5), Budel (2–5)                                 |                                                         |
| 27 augustus 1939  | Xerxes     | 3–1 (2–1) | Vitesse        | Pannekoek (1–1)                                             | Zilvervostoernooi; 60 minuten wedstrijd                 |
| 17 september 1939 | Vitesse    | 3–4 (2–1) | WVV Wageningen | ? (1–0), Roebers (2–0), G. Jansen (3–1)                     |                                                         |
| 24 september 1939 | Vitesse    | 3–1 (3–1) | PEC            | Dommering (1–0), Roebers (2–0), ? (3–?)                     |                                                         |
| 26 mei 1940       | Vitesse    | 4–5 (2–2) | Politie SV     | Roebers (1–1), Damsté (2–1), Bakker (3–4), Zonnenberg (4–5) | Combi-elftal Vitesse, incl. oud- en jeugdspelers        |
| 20 juni 1940      | Vitesse    | 6–2       | Hertog Hendrik | ?                                                           | Vitesse bestond uit (oud-)leden van de Militaire Dienst |